# Alvin Drew
Benjamin Alvin „Al“ Drew, Jr. (* 5. November 1962 in Washington, D.C., USA) ist ein ehemaliger amerikanischer Astronaut.

## Ausbildung
Drew schloss 1980 die High School und studierte anschließend an der United States Air Force Academy (USAFA) in Colorado Springs (Colorado). Mit zwei Bachelor-Diplomen verließ er 1984 die USAFA – eines in Raumfahrttechnik und eines in Physik. Neun Jahre später erwarb er einen Master im Fach Luft- und Raumfahrttechnik von der Embry-Riddle Aeronautical University in Florida. Die Air University auf der Maxwell Air Force Base in Alabama verlieh ihm 2006 einen weiteren Master als Politikwissenschaftler.

## Militärlaufbahn
Nach seinem Bachelor-Examen wurde er von der US-Luftwaffe zum Helikopterpiloten ausgebildet und erhielt seine Lizenz im März 1985. In den nächsten sieben Jahren nahm er im Auftrag des Air Force Special Operations Command an vielen Kampfeinsätzen teil: die US-Invasion in Panama (Operation Just Cause) im Dezember 1989, der zweite Golfkrieg mit den Operationen Desert Shield (ab August 1990) und Desert Storm (ab Januar 1991) sowie an der Operation Provide Comfort mit der die US-Truppen ab April 1991 Flüchtlingen in den kurdischen Gebieten halfen.
Zurück in den USA ließ sich Drew ab 1992 zum Flugzeug- und zum Testpiloten ausbilden. Bis zu seinem Wechsel zur NASA erprobte er neue Flugzeugtypen und arbeitete im Air Combat Command in Virginia.

## Astronautentätigkeit
Drew wurde im Juli 2000 von der NASA als Astronautenanwärter ausgewählt. Im Anschluss an die zweijährige Grundausbildung arbeitete er in der Abteilung Raumstationsbetrieb des Astronautenbüros.

### STS-118
Im August 2007 absolvierte Drew mit STS-118 seinen ersten Raumflug. Für diese Mission wurde er kurzfristig benannt, nachdem Clayton Anderson, der ursprünglich mit dieser Mission zur ISS fliegen sollte, einen Flug früher (STS-117) startete. Dadurch wurde der Platz in der Endeavour für Drew frei.

### STS-133
Am 18. September 2009 wurde Drew als Missionsspezialist für die Mission STS-133 zur ISS nominiert. Der Start fand am 24. Februar 2011 statt, die Landung am 9. März 2011. Drew unternahm zusammen mit Stephen Bowen zwei Außenbordeinsätze.